# Oesteröda
Oesteröda ist ein Ortsteil der Stadt Stadtilm im Ilm-Kreis in Thüringen mit etwa 65 Einwohnern.

## Geografie
Oesteröda liegt am Oesteröder Graben in etwa 370 Metern Höhe. Nördlich liegt das Tannrodaer Waldland, südlich von Oesteröda der Große Kalmberg (547 m). Nachbarorte sind Dienstedt im Nordwesten und Breitenheerda im Südosten.

## Geschichte
1296 wurde der Ort urkundlich erstmals erwähnt.
Oesteröda gehörte bis 1920 zu Schwarzburg-Rudolstadt (Oberherrschaft), danach bis 1952 zum Landkreis Rudolstadt, zwischen 1952 und 1994 zum Kreis Arnstadt und seitdem zum Ilm-Kreis. Am 1. Juli 1950 wurde der Ort in die Gemeinde Dienstedt eingegliedert.

## Wirtschaft und Verkehr
Oesteröda ist ein landwirtschaftlich geprägter Ort und liegt an der Landesstraße von Arnstadt/Erfurt über Dienstedt und Remda nach Rudolstadt.